# Yusupha Bobb
Yusupha Bobb (ur. 22 czerwca 1995 w Bandżulu) – gambijski piłkarz grający na pozycji środkowego pomocnika. Od 2021 jest zawodnikiem klubu Piacenza.

## Kariera piłkarska
Swoją piłkarską karierę Bobb rozpoczął w klubie Bandżul Hawks. W sezonie 2013 zadebiutował w jego barwach w gambijskiej First Division. Grał w nim do końca 2014 roku. W styczniu 2015 przeszedł do AC ChievoVerona. Latem 2015 trafił na wypożyczenie do AS Cittadella. W klubie tym zadebiutował 6 września 2015 w wygranym 2:1 domowym meczu z Cuneo FC. W Cittaddelli spędził rok.
W sierpniu 2016 Bobb udał się na półroczne wypożyczenie do Taranto FC 1927. Swój debiut w nim zanotował 11 września 2016 w zremisowanym 0:0 domowym meczu z US Siracusa.
W styczniu 2017 Bobb został ponownie wypożyczony, tym razem do Calcio Padova, w którym swój debiut zaliczył 26 marca 2017 w zwycięskim 1:0 domowym spotkaniu z Bassano Virtus 55 ST. W Padovie grał przez pół roku.
Latem 2017 Bobba wypożyczono do Reggiany, w której zadebiutował 27 sierpnia 2017 w przegranym 1:2 domowym meczu z Feralpisalò. W Reggianie spędził rok.
W sierpniu 2018 Bobb został wypożyczony z Chievo po raz piąty, tym razem do Cuneo FC. Swój debiut w nim zanotował 17 września 2018 w przegranym 0:1 wyjazdowym meczu z Pisą. W Cuneo grał przez rok.
W lipcu 2019 Bobb rozwiązał kontrakt z Chievo, a w październiku został piłkarzem Calcio Lecco 1912. Zadebiutował w nim 20 października 2019 w przegranym 0:2 wyjazdowym spotkaniu z UC AlbinoLeffe. Zawodnikiem Lecco był do lipca 2020.
W lutym 2021 Bobb podpisał umowę z AS Livorno Calcio. Swój debiut w nim zaliczył 4 marca 2021 w przegranym 0:1 domowym meczu z US Alessandria Calcio 1912. Zawodnikiem Livorno był do końca sezonu 2020/2021.
W lipcu 2021 Bobb został piłkarzem Piacenzy. Swój debiut w niej zanotował 29 sierpnia 2021 w zremisowanym 0:0 domowym meczu z AC Trento.
| Sezon   | Klub              | Kraj   | Rozgrywki      | Mecze | Gole |
| ------- | ----------------- | ------ | -------------- | ----- | ---- |
| 2013    | Bandżul Hawks     | Gambia | First Division | ?     | ?    |
| 2014    | Bandżul Hawks     | Gambia | First Division | ?     | ?    |
| 2014/15 | Bandżul Hawks     | Gambia | First Division | ?     | ?    |
| 2014/15 | AC ChievoVerona   | Włochy | Serie A        | 0     | 0    |
| 2015/16 | AS Cittadella     | Włochy | Serie C1       | 12    | 1    |
| 2016/17 | Taranto FC 1927   | Włochy | Serie C1       | 14    | 0    |
| 2016/17 | Calcio Padova     | Włochy | Serie C1       | 4     | 0    |
| 2017/18 | AC Reggiana 1919  | Włochy | Serie C1       | 22    | 1    |
| 2018/19 | Cuneo FC          | Włochy | Serie C1       | 32    | 3    |
| 2019/20 | Calcio Lecco 1912 | Włochy | Serie C1       | 17    | 1    |
| 2020/21 | AS Livorno Calcio | Włochy | Serie C1       | 7     | 0    |

## Kariera reprezentacyjna
W reprezentacji Gambii Bobb zadebiutował 23 marca 2018 w zremisowanym 1:1 towarzyskim meczu z Republiką Środkowoafrykańską, rozegranym w Bakau. W 2022 roku został powołany do kadry na Puchar Narodów Afryki 2021. Rozegrał na nim cztery mecze: grupowe z Mali (1:1) i z Tunezją (1:0), w 1/8 finału z Gwineą (1:0) oraz ćwierćfinałowy z Kamerunem (0:2).